# Lista di asteroidi (11001-12000)
Di seguito una lista di asteroidi dal numero 11001 al 12000 con data di scoperta e scopritore.

## 11001-11100
| Nome                 | Designazione provvisoria | Data di scoperta  | Scopritore                       |
| -------------------- | ------------------------ | ----------------- | -------------------------------- |
| 11001 Andrewulff     | 1979 MF                  | 16 giugno 1979    | H.-E. Schuster                   |
| 11002 Richardlis     | 1979 MD1                 | 24 giugno 1979    | E. F. Helin, S. J. Bus           |
| 11003 Andronov       | 1979 TT2                 | 14 ottobre 1979   | N. S. Chernykh                   |
| 11004 Stenmark       | 1980 FJ1                 | 16 marzo 1980     | C.-I. Lagerkvist                 |
| 11005 Waldtrudering  | 1980 PP1                 | 6 agosto 1980     | R. M. West                       |
| 11006 Gilson         | 1980 TZ3                 | 9 ottobre 1980    | C. S. Shoemaker, E. M. Shoemaker |
| 11007 Granahan       | 1980 VA3                 | 1 novembre 1980   | S. J. Bus                        |
| 11008 Ernst          | 1981 EO7                 | 1 marzo 1981      | S. J. Bus                        |
| 11009 Sigridclose    | 1981 ET10                | 1 marzo 1981      | S. J. Bus                        |
| 11010 Artemieva      | 1981 ET24                | 2 marzo 1981      | S. J. Bus                        |
| 11011 KIAM           | 1981 UK11                | 22 ottobre 1981   | N. S. Chernykh                   |
| 11012 Henning        | 1982 JH2                 | 15 maggio 1982    | Palomar                          |
| 11013 Kullander      | 1982 QP1                 | 16 agosto 1982    | C.-I. Lagerkvist                 |
| 11014 Svätopluk      | 1982 QY1                 | 23 agosto 1982    | M. Antal                         |
| 11015 Romanenko      | 1982 SJ7                 | 17 settembre 1982 | N. S. Chernykh                   |
| 11016 Borisov        | 1982 SG12                | 16 settembre 1982 | L. I. Chernykh                   |
| 11017 Billputnam     | 1983 BD                  | 16 gennaio 1983   | E. Bowell                        |
| 11018 -              | 1983 CZ2                 | 15 febbraio 1983  | N. G. Thomas                     |
| 11019 Hansrott       | 1984 HR                  | 25 aprile 1984    | A. Mrkos                         |
| 11020 Orwell         | 1984 OG                  | 31 luglio 1984    | A. Mrkos                         |
| 11021 Foderà         | 1986 AT2                 | 12 gennaio 1986   | E. Bowell                        |
| 11022 Serio          | 1986 EJ1                 | 5 marzo 1986      | E. Bowell                        |
| 11023 -              | 1986 QZ                  | 26 agosto 1986    | H. Debehogne                     |
| 11024 -              | 1986 QC1                 | 26 agosto 1986    | H. Debehogne                     |
| 11025 -              | 1986 QJ1                 | 27 agosto 1986    | H. Debehogne                     |
| 11026 Greatbotkin    | 1986 RE1                 | 2 settembre 1986  | A. Mrkos                         |
| 11027 Astaf'ev       | 1986 RX5                 | 7 settembre 1986  | L. I. Chernykh                   |
| 11028 -              | 1987 UW                  | 18 ottobre 1987   | J. Mueller                       |
| 11029 -              | 1988 GZ                  | 9 aprile 1988     | P. Jensen                        |
| 11030 -              | 1988 PK                  | 13 agosto 1988    | R. H. McNaught                   |
| 11031 -              | 1988 RC5                 | 2 settembre 1988  | H. Debehogne                     |
| 11032 -              | 1988 RE5                 | 2 settembre 1988  | H. Debehogne                     |
| 11033 Mazanek        | 1988 SH3                 | 16 settembre 1988 | S. J. Bus                        |
| 11034 -              | 1988 TG                  | 9 ottobre 1988    | Y. Oshima                        |
| 11035 -              | 1988 VQ3                 | 12 novembre 1988  | Y. Oshima                        |
| 11036 -              | 1989 AW5                 | 4 gennaio 1989    | R. H. McNaught                   |
| 11037 Distler        | 1989 CD6                 | 2 febbraio 1989   | F. Börngen                       |
| 11038 -              | 1989 EE1                 | 8 marzo 1989      | M. Arai, H. Mori                 |
| 11039 Raynal         | 1989 GH2                 | 3 aprile 1989     | E. W. Elst                       |
| 11040 Wundt          | 1989 RG1                 | 3 settembre 1989  | E. W. Elst                       |
| 11041 Fechner        | 1989 SH2                 | 26 settembre 1989 | E. W. Elst                       |
| 11042 Ernstweber     | 1989 VD1                 | 3 novembre 1989   | E. W. Elst                       |
| 11043 Pepping        | 1989 YX6                 | 25 dicembre 1989  | F. Börngen                       |
| 11044 -              | 1990 DV                  | 28 febbraio 1990  | S. Ueda, H. Kaneda               |
| 11045 -              | 1990 HH1                 | 26 aprile 1990    | E. F. Helin                      |
| 11046 -              | 1990 OE4                 | 30 luglio 1990    | H. E. Holt                       |
| 11047 -              | 1990 QL1                 | 22 agosto 1990    | H. E. Holt                       |
| 11048 -              | 1990 QZ5                 | 29 agosto 1990    | H. E. Holt                       |
| 11049 -              | 1990 RK2                 | 14 settembre 1990 | H. E. Holt                       |
| 11050 Messiaen       | 1990 TE7                 | 13 ottobre 1990   | F. Börngen, L. D. Schmadel       |
| 11051 Racine         | 1990 VH12                | 15 novembre 1990  | E. W. Elst                       |
| 11052 -              | 1990 WM                  | 20 novembre 1990  | R. H. McNaught                   |
| 11053 -              | 1991 CQ6                 | 3 febbraio 1991   | S. Ueda, H. Kaneda               |
| 11054 -              | 1991 FA                  | 17 marzo 1991     | Spacewatch                       |
| 11055 Honduras       | 1991 GT2                 | 8 aprile 1991     | E. W. Elst                       |
| 11056 Volland        | 1991 LE2                 | 6 giugno 1991     | E. W. Elst                       |
| 11057 -              | 1991 NL                  | 8 luglio 1991     | E. F. Helin                      |
| 11058 -              | 1991 PN10                | 7 agosto 1991     | H. E. Holt                       |
| 11059 Nulliusinverba | 1991 RS                  | 4 settembre 1991  | E. F. Helin                      |
| 11060 -              | 1991 RA13                | 10 settembre 1991 | H. E. Holt                       |
| 11061 Lagerlöf       | 1991 RS40                | 10 settembre 1991 | F. Börngen                       |
| 11062 -              | 1991 SN                  | 30 settembre 1991 | R. H. McNaught                   |
| 11063 Poynting       | 1991 VC6                 | 2 novembre 1991   | E. W. Elst                       |
| 11064 Dogen          | 1991 WB                  | 30 novembre 1991  | M. Mukai, M. Takeishi            |
| 11065 -              | 1991 XE2                 | 1 dicembre 1991   | H. E. Holt                       |
| 11066 Sigurd         | 1992 CC1                 | 9 febbraio 1992   | C. S. Shoemaker, E. M. Shoemaker |
| 11067 Greenancy      | 1992 DC3                 | 25 febbraio 1992  | Spacewatch                       |
| 11068 -              | 1992 EA                  | 2 marzo 1992      | S. Ueda, H. Kaneda               |
| 11069 Bellqvist      | 1992 EV4                 | 1 marzo 1992      | UESAC                            |
| 11070 -              | 1992 EV9                 | 2 marzo 1992      | UESAC                            |
| 11071 -              | 1992 EU14                | 1 marzo 1992      | UESAC                            |
| 11072 Hiraoka        | 1992 GP                  | 3 aprile 1992     | K. Endate, K. Watanabe           |
| 11073 Cavell         | 1992 RA4                 | 2 settembre 1992  | E. W. Elst                       |
| 11074 Kuniwake       | 1992 SC1                 | 23 settembre 1992 | K. Endate, K. Watanabe           |
| 11075 Dönhoff        | 1992 SP26                | 23 settembre 1992 | F. Börngen                       |
| 11076 -              | 1992 UR                  | 21 ottobre 1992   | S. Otomo                         |
| 11077 -              | 1992 WB2                 | 18 novembre 1992  | S. Ueda, H. Kaneda               |
| 11078 -              | 1992 WH2                 | 18 novembre 1992  | S. Ueda, H. Kaneda               |
| 11079 Mitsunori      | 1993 AJ                  | 13 gennaio 1993   | K. Endate, K. Watanabe           |
| 11080 -              | 1993 FO                  | 23 marzo 1993     | A. C. Gilmore, P. M. Kilmartin   |
| 11081 Persäve        | 1993 FA13                | 21 marzo 1993     | UESAC                            |
| 11082 Spilliaert     | 1993 JW                  | 14 maggio 1993    | E. W. Elst                       |
| 11083 Caracas        | 1993 RZ6                 | 15 settembre 1993 | E. W. Elst                       |
| 11084 Giò            | 1993 SG3                 | 19 settembre 1993 | Osservatorio di Farra d'Isonzo   |
| 11085 Isala          | 1993 SS6                 | 17 settembre 1993 | E. W. Elst                       |
| 11086 Nagatayuji     | 1993 TC1                 | 11 ottobre 1993   | K. Endate, K. Watanabe           |
| 11087 Yamasakimakoto | 1993 TK1                 | 15 ottobre 1993   | K. Endate, K. Watanabe           |
| 11088 -              | 1993 UN                  | 19 ottobre 1993   | Y. Shimizu, T. Urata             |
| (11089) 1994 CS8     | 1994 CS8                 | 8 febbraio 1994   | O. A. Naranjo                    |
| 11090 Popelin        | 1994 CT12                | 7 febbraio 1994   | E. W. Elst                       |
| 11091 Thelonious     | 1994 DP                  | 16 febbraio 1994  | Spacewatch                       |
| 11092 Iwakisan       | 1994 ED                  | 4 marzo 1994      | T. Kobayashi                     |
| 11093 -              | 1994 HD                  | 17 aprile 1994    | R. H. McNaught                   |
| 11094 Cuba           | 1994 PG17                | 10 agosto 1994    | E. W. Elst                       |
| 11095 Havana         | 1994 PJ22                | 12 agosto 1994    | E. W. Elst                       |
| 11096 -              | 1994 RU1                 | 1 settembre 1994  | E. F. Helin                      |
| 11097 -              | 1994 UD1                 | 31 ottobre 1994   | Y. Shimizu, T. Urata             |
| 11098 Ginsberg       | 1995 GC2                 | 2 aprile 1995     | Spacewatch                       |
| 11099 Sonodamasaki   | 1995 HL                  | 20 aprile 1995    | K. Endate, K. Watanabe           |
| 11100 Lai            | 1995 KC                  | 22 maggio 1995    | Osservatorio San Vittore         |

## 11101-11200
| Nome                   | Designazione provvisoria | Data di scoperta  | Scopritore                           |
| ---------------------- | ------------------------ | ----------------- | ------------------------------------ |
| 11101 Českáfilharmonie | 1995 SH                  | 17 settembre 1995 | L. Šarounová                         |
| 11102 Bertorighini     | 1995 SZ4                 | 26 settembre 1995 | L. Tesi                              |
| 11103 Miekerouppe      | 1995 SX19                | 18 settembre 1995 | Spacewatch                           |
| 11104 Airion           | 1995 TQ                  | 6 ottobre 1995    | AMOS                                 |
| 11105 Puchnarová       | 1995 UR2                 | 24 ottobre 1995   | J. Tichá                             |
| 11106 -                | 1995 UK3                 | 17 ottobre 1995   | Y. Shimizu, T. Urata                 |
| 11107 Hakkoda          | 1995 UU4                 | 25 ottobre 1995   | T. Kobayashi                         |
| 11108 Hachimantai      | 1995 UJ6                 | 27 ottobre 1995   | T. Kobayashi                         |
| 11109 Iwatesan         | 1995 UG8                 | 27 ottobre 1995   | T. Kobayashi                         |
| 11110 -                | 1995 VT1                 | 2 novembre 1995   | S. Otomo                             |
| 11111 Repunit          | 1995 WL                  | 16 novembre 1995  | T. Kobayashi                         |
| 11112 Cagnoli          | 1995 WM2                 | 18 novembre 1995  | Madonna di Dossobuono                |
| 11113 -                | 1995 WW3                 | 18 novembre 1995  | Y. Shimizu, T. Urata                 |
| 11114 -                | 1995 WV5                 | 16 novembre 1995  | N. Sato, T. Urata                    |
| 11115 Kariya           | 1995 WC7                 | 21 novembre 1995  | A. Nakamura                          |
| 11116 -                | 1996 EK                  | 10 marzo 1996     | S. Ueda, H. Kaneda                   |
| 11117 Giuseppeolongo   | 1996 LP1                 | 14 giugno 1996    | Osservatorio di Farra d'Isonzo       |
| 11118 Modra            | 1996 PK                  | 9 agosto 1996     | A. Galád, D. Kalmančok               |
| 11119 Taro             | 1996 PS9                 | 9 agosto 1996     | T. Okuni                             |
| 11120 Pancaldi         | 1996 QD1                 | 17 agosto 1996    | Osservatorio San Vittore             |
| 11121 Malpighi         | 1996 RD1                 | 10 settembre 1996 | V. Goretti                           |
| 11122 Eliscolombini    | 1996 RQ2                 | 13 settembre 1996 | Osservatorio San Vittore             |
| 11123 Aliciaclaire     | 1996 RT24                | 8 settembre 1996  | NEAT                                 |
| 11124 Mikulášek        | 1996 TR9                 | 14 ottobre 1996   | M. Tichý, Z. Moravec                 |
| 11125 -                | 1996 TL10                | 9 ottobre 1996    | S. Ueda, H. Kaneda                   |
| 11126 Doleček          | 1996 TC15                | 15 ottobre 1996   | P. Pravec                            |
| 11127 Hagi             | 1996 UH1                 | 20 ottobre 1996   | K. Cross                             |
| 11128 Ostravia         | 1996 VP                  | 3 novembre 1996   | J. Tichá, M. Tichý                   |
| 11129 Hayachine        | 1996 VS5                 | 14 novembre 1996  | T. Kobayashi                         |
| 11130 -                | 1996 VA30                | 7 novembre 1996   | S. Ueda, H. Kaneda                   |
| 11131 -                | 1996 VO30                | 7 novembre 1996   | S. Ueda, H. Kaneda                   |
| 11132 Horne            | 1996 WU                  | 17 novembre 1996  | D. di Cicco                          |
| 11133 Kumotori         | 1996 XY                  | 2 dicembre 1996   | T. Kobayashi                         |
| 11134 České Budějovice | 1996 XO2                 | 4 dicembre 1996   | M. Tichý, Z. Moravec                 |
| 11135 Ryokami          | 1996 XF3                 | 3 dicembre 1996   | T. Kobayashi                         |
| 11136 Shirleymarinus   | 1996 XW12                | 8 dicembre 1996   | Spacewatch                           |
| 11137 Yarigatake       | 1996 XE19                | 8 dicembre 1996   | T. Kobayashi                         |
| 11138 Hotakadake       | 1996 XC31                | 14 dicembre 1996  | T. Kobayashi                         |
| 11139 Qingdaoligong    | 1996 YF2                 | 22 dicembre 1996  | Beijing Schmidt CCD Asteroid Program |
| 11140 Yakedake         | 1997 AP1                 | 2 gennaio 1997    | T. Kobayashi                         |
| 11141 Jindrawalter     | 1997 AX14                | 12 gennaio 1997   | J. Tichá, M. Tichý                   |
| 11142 Facchini         | 1997 AP17                | 7 gennaio 1997    | V. S. Casulli                        |
| 11143 -                | 1997 BF7                 | 28 gennaio 1997   | Beijing Schmidt CCD Asteroid Program |
| 11144 Radiocommunicata | 1997 CR1                 | 2 febbraio 1997   | J. Tichá, M. Tichý                   |
| 11145 Emanuelli        | 1997 QH1                 | 29 agosto 1997    | P. Sicoli, P. Chiavenna              |
| 11146 Kirigamine       | 1997 WD3                 | 23 novembre 1997  | T. Kobayashi                         |
| 11147 Delmas           | 1997 XT5                 | 6 dicembre 1997   | P. Antonini                          |
| 11148 Einhardress      | 1997 XO8                 | 7 dicembre 1997   | ODAS                                 |
| 11149 Tateshina        | 1997 XZ9                 | 5 dicembre 1997   | T. Kobayashi                         |
| 11150 Bragg            | 1997 YG1                 | 21 dicembre 1997  | F. B. Zoltowski                      |
| 11151 Oodaigahara      | 1997 YZ2                 | 24 dicembre 1997  | T. Kobayashi                         |
| 11152 Oomine           | 1997 YH5                 | 25 dicembre 1997  | T. Kobayashi                         |
| 11153 -                | 1997 YB10                | 25 dicembre 1997  | T. Kagawa, T. Urata                  |
| 11154 Kobushi          | 1997 YD10                | 28 dicembre 1997  | T. Kobayashi                         |
| 11155 Kinpu            | 1997 YW13                | 31 dicembre 1997  | T. Kobayashi                         |
| 11156 Al-Khwarismi     | 1997 YP14                | 31 dicembre 1997  | P. G. Comba                          |
| 11157 -                | 1998 AJ                  | 2 gennaio 1998    | Y. Shimizu, T. Urata                 |
| 11158 Cirou            | 1998 AJ6                 | 8 gennaio 1998    | ODAS                                 |
| 11159 Mizugaki         | 1998 BH1                 | 19 gennaio 1998   | T. Kobayashi                         |
| 11160 -                | 1998 BH7                 | 24 gennaio 1998   | NEAT                                 |
| 11161 Daibosatsu       | 1998 BA8                 | 25 gennaio 1998   | T. Kobayashi                         |
| 11162 -                | 1998 BG8                 | 25 gennaio 1998   | T. Kobayashi                         |
| 11163 Milešovka        | 1998 CR                  | 4 febbraio 1998   | Z. Moravec                           |
| 11164 -                | 1998 DW2                 | 17 febbraio 1998  | Beijing Schmidt CCD Asteroid Program |
| 11165 -                | 1998 DE5                 | 22 febbraio 1998  | NEAT                                 |
| 11166 Anatolefrance    | 1998 DF34                | 27 febbraio 1998  | E. W. Elst                           |
| 11167 Kunžak           | 1998 FD3                 | 23 marzo 1998     | P. Pravec                            |
| 11168 -                | 1998 FO15                | 21 marzo 1998     | S. Ueda, H. Kaneda                   |
| 11169 Alkon            | 1998 FW33                | 20 marzo 1998     | LINEAR                               |
| 11170 Bradenmilford    | 1998 FY34                | 20 marzo 1998     | LINEAR                               |
| 11171 -                | 1998 FB42                | 20 marzo 1998     | LINEAR                               |
| 11172 -                | 1998 FT54                | 20 marzo 1998     | LINEAR                               |
| 11173 Jayanderson      | 1998 FA59                | 20 marzo 1998     | LINEAR                               |
| 11174 Carandrews       | 1998 FR67                | 20 marzo 1998     | LINEAR                               |
| 11175 -                | 1998 FY67                | 20 marzo 1998     | LINEAR                               |
| 11176 Batth            | 1998 FD68                | 20 marzo 1998     | LINEAR                               |
| 11177 -                | 1998 FH77                | 24 marzo 1998     | LINEAR                               |
| 11178 Emmajoy          | 1998 FR101               | 31 marzo 1998     | LINEAR                               |
| 11179 Ahmadperez       | 1998 FB109               | 31 marzo 1998     | LINEAR                               |
| 11180 Brentperlman     | 1998 FU117               | 31 marzo 1998     | LINEAR                               |
| 11181 -                | 1998 FG118               | 31 marzo 1998     | LINEAR                               |
| 11182 -                | 1998 GM6                 | 2 aprile 1998     | LINEAR                               |
| 11183 -                | 1998 GB7                 | 2 aprile 1998     | LINEAR                               |
| 11184 Postma           | 1998 HJ9                 | 18 aprile 1998    | Spacewatch                           |
| 11185 -                | 1998 HS100               | 21 aprile 1998    | LINEAR                               |
| 11186 -                | 1998 HC120               | 23 aprile 1998    | LINEAR                               |
| 11187 Richoliver       | 1998 KO4                 | 22 maggio 1998    | LONEOS                               |
| 11188 -                | 1998 KD50                | 23 maggio 1998    | LINEAR                               |
| 11189 Rabeaton         | 1998 QQ43                | 17 agosto 1998    | LINEAR                               |
| 11190 Jennibell        | 1998 RM52                | 14 settembre 1998 | LINEAR                               |
| 11191 Paskvić          | 1998 XW16                | 15 dicembre 1998  | K. Korlević                          |
| 11192 -                | 1998 XX49                | 14 dicembre 1998  | LINEAR                               |
| 11193 Mérida           | 1998 XN96                | 11 dicembre 1998  | O. A. Naranjo                        |
| 11194 Mirna            | 1998 YE                  | 16 dicembre 1998  | K. Korlević                          |
| 11195 Woomera          | 1999 AY22                | 15 gennaio 1999   | F. B. Zoltowski                      |
| 11196 Michanikos       | 1999 BO9                 | 22 gennaio 1999   | J. Broughton                         |
| 11197 Beranek          | 1999 CY25                | 10 febbraio 1999  | LINEAR                               |
| 11198 -                | 1999 CV40                | 10 febbraio 1999  | LINEAR                               |
| 11199 -                | 1999 CC82                | 12 febbraio 1999  | LINEAR                               |
| 11200 -                | 1999 CV121               | 11 febbraio 1999  | LINEAR                               |

## 11201-11300
| Nome                 | Designazione provvisoria | Data di scoperta  | Scopritore                                             |
| -------------------- | ------------------------ | ----------------- | ------------------------------------------------------ |
| 11201 Talich         | 1999 EL5                 | 13 marzo 1999     | L. Šarounová                                           |
| 11202 Teddunham      | 1999 FA10                | 22 marzo 1999     | LONEOS                                                 |
| 11203 Danielbetten   | 1999 FV26                | 19 marzo 1999     | LINEAR                                                 |
| 11204 -              | 1999 FQ28                | 19 marzo 1999     | LINEAR                                                 |
| 11205 -              | 1999 FY28                | 19 marzo 1999     | LINEAR                                                 |
| 11206 Bibee          | 1999 FR29                | 19 marzo 1999     | LINEAR                                                 |
| 11207 Black          | 1999 FQ58                | 20 marzo 1999     | LINEAR                                                 |
| 11208 -              | 1999 GT16                | 15 aprile 1999    | LINEAR                                                 |
| 11209 -              | 1999 GP18                | 15 aprile 1999    | LINEAR                                                 |
| 11210 Kevinqian      | 1999 GP22                | 6 aprile 1999     | LINEAR                                                 |
| 11211 Saxena         | 1999 GD24                | 6 aprile 1999     | LINEAR                                                 |
| 11212 Tebbutt        | 1999 HS                  | 18 aprile 1999    | F. B. Zoltowski                                        |
| 11213 -              | 1999 HF8                 | 16 aprile 1999    | LINEAR                                                 |
| 11214 Ruhisayana     | 1999 HP8                 | 16 aprile 1999    | LINEAR                                                 |
| 11215 -              | 1999 HN10                | 17 aprile 1999    | LINEAR                                                 |
| 11216 Billhubbard    | 1999 JG1                 | 8 maggio 1999     | CSS                                                    |
| 11217 -              | 1999 JC4                 | 10 maggio 1999    | LINEAR                                                 |
| 11218 -              | 1999 JD20                | 10 maggio 1999    | LINEAR                                                 |
| 11219 Benbohn        | 1999 JN20                | 10 maggio 1999    | LINEAR                                                 |
| 11220 -              | 1999 JM25                | 10 maggio 1999    | LINEAR                                                 |
| 11221 -              | 1999 JO26                | 10 maggio 1999    | LINEAR                                                 |
| 11222 -              | 1999 JR27                | 10 maggio 1999    | LINEAR                                                 |
| 11223 -              | 1999 JC30                | 10 maggio 1999    | LINEAR                                                 |
| 11224 -              | 1999 JP32                | 10 maggio 1999    | LINEAR                                                 |
| 11225 Borden         | 1999 JD36                | 10 maggio 1999    | LINEAR                                                 |
| 11226 -              | 1999 JO36                | 10 maggio 1999    | LINEAR                                                 |
| 11227 Ksenborisova   | 1999 JR43                | 10 maggio 1999    | LINEAR                                                 |
| 11228 Botnick        | 1999 JW49                | 10 maggio 1999    | LINEAR                                                 |
| 11229 Brookebowers   | 1999 JX52                | 10 maggio 1999    | LINEAR                                                 |
| 11230 Deschaffer     | 1999 JV57                | 10 maggio 1999    | LINEAR                                                 |
| 11231 Schiavo        | 1999 JF59                | 10 maggio 1999    | LINEAR                                                 |
| 11232 -              | 1999 JA77                | 12 maggio 1999    | LINEAR                                                 |
| 11233 -              | 1999 JA82                | 12 maggio 1999    | LINEAR                                                 |
| 11234 -              | 1999 JS82                | 12 maggio 1999    | LINEAR                                                 |
| 11235 -              | 1999 JP91                | 12 maggio 1999    | LINEAR                                                 |
| 11236 -              | 1999 KX14                | 18 maggio 1999    | LINEAR                                                 |
| 11237 -              | 1999 KE15                | 18 maggio 1999    | LINEAR                                                 |
| 11238 Johanmaurits   | 2044 P-L                 | 24 settembre 1960 | C. J. van Houten, I. van Houten-Groeneveld, T. Gehrels |
| 11239 Marcgraf       | 4141 P-L                 | 24 settembre 1960 | C. J. van Houten, I. van Houten-Groeneveld, T. Gehrels |
| 11240 Piso           | 4175 P-L                 | 24 settembre 1960 | C. J. van Houten, I. van Houten-Groeneveld, T. Gehrels |
| 11241 Eckhout        | 6792 P-L                 | 24 settembre 1960 | C. J. van Houten, I. van Houten-Groeneveld, T. Gehrels |
| 11242 Franspost      | 2144 T-1                 | 25 marzo 1971     | C. J. van Houten, I. van Houten-Groeneveld, T. Gehrels |
| 11243 de Graauw      | 2157 T-1                 | 25 marzo 1971     | C. J. van Houten, I. van Houten-Groeneveld, T. Gehrels |
| 11244 Andrékuipers   | 4314 T-2                 | 29 settembre 1973 | C. J. van Houten, I. van Houten-Groeneveld, T. Gehrels |
| 11245 Hansderijk     | 3100 T-3                 | 16 ottobre 1977   | C. J. van Houten, I. van Houten-Groeneveld, T. Gehrels |
| 11246 Orvillewright  | 4250 T-3                 | 16 ottobre 1977   | C. J. van Houten, I. van Houten-Groeneveld, T. Gehrels |
| 11247 Wilburwright   | 4280 T-3                 | 16 ottobre 1977   | C. J. van Houten, I. van Houten-Groeneveld, T. Gehrels |
| 11248 Blériot        | 4354 T-3                 | 16 ottobre 1977   | C. J. van Houten, I. van Houten-Groeneveld, T. Gehrels |
| 11249 Etna           | 1971 FD                  | 24 marzo 1971     | C. J. van Houten, I. van Houten-Groeneveld, T. Gehrels |
| 11250 -              | 1972 AU                  | 14 gennaio 1972   | L. Kohoutek                                            |
| 11251 Icarion        | 1973 SN1                 | 20 settembre 1973 | C. J. van Houten, I. van Houten-Groeneveld, T. Gehrels |
| 11252 Laërtes        | 1973 SA2                 | 19 settembre 1973 | C. J. van Houten, I. van Houten-Groeneveld, T. Gehrels |
| 11253 Mesyats        | 1976 UP2                 | 26 ottobre 1976   | T. M. Smirnova                                         |
| 11254 Konkohekisui   | 1977 DL2                 | 18 febbraio 1977  | H. Kosai, K. Hurukawa                                  |
| 11255 Fujiiekio      | 1977 DC4                 | 18 febbraio 1977  | H. Kosai, K. Hurukawa                                  |
| 11256 Fuglesang      | 1978 RO8                 | 2 settembre 1978  | C.-I. Lagerkvist                                       |
| 11257 Rodionta       | 1978 TP2                 | 3 ottobre 1978    | N. S. Chernykh                                         |
| 11258 Aoyama         | 1978 VP1                 | 1 novembre 1978   | K. Tomita                                              |
| 11259 Yingtungchen   | 1978 VD3                 | 7 novembre 1978   | E. F. Helin, S. J. Bus                                 |
| 11260 Camargo        | 1978 VD9                 | 7 novembre 1978   | E. F. Helin, S. J. Bus                                 |
| 11261 Krisbecker     | 1978 XK                  | 6 dicembre 1978   | E. Bowell, A. Warnock                                  |
| 11262 Drube          | 1979 MP3                 | 25 giugno 1979    | E. F. Helin, S. J. Bus                                 |
| 11263 Pesonen        | 1979 OA                  | 23 luglio 1979    | E. Bowell                                              |
| 11264 Claudiomaccone | 1979 UC4                 | 16 ottobre 1979   | N. S. Chernykh                                         |
| 11265 Hasselmann     | 1981 EU34                | 2 marzo 1981      | S. J. Bus                                              |
| 11266 Macke          | 1981 ES41                | 2 marzo 1981      | S. J. Bus                                              |
| 11267 Donaldkessler  | 1981 UE28                | 24 ottobre 1981   | S. J. Bus                                              |
| 11268 Spassky        | 1985 UF5                 | 22 ottobre 1985   | L. V. Zhuravleva                                       |
| 11269 Knyr           | 1987 QG10                | 26 agosto 1987    | L. G. Karachkina                                       |
| 11270 -              | 1988 EA2                 | 13 marzo 1988     | P. Jensen                                              |
| 11271 -              | 1988 KB                  | 19 maggio 1988    | E. F. Helin                                            |
| 11272 -              | 1988 RK                  | 8 settembre 1988  | E. F. Helin                                            |
| 11273 -              | 1988 RN11                | 14 settembre 1988 | S. J. Bus                                              |
| 11274 Castillo-Rogez | 1988 SX2                 | 16 settembre 1988 | S. J. Bus                                              |
| 11275 -              | 1988 SL3                 | 16 settembre 1988 | S. J. Bus                                              |
| 11276 -              | 1988 TM1                 | 13 ottobre 1988   | S. Ueda, H. Kaneda                                     |
| 11277 Ballard        | 1988 TW2                 | 8 ottobre 1988    | C. S. Shoemaker, E. M. Shoemaker                       |
| 11278 Telesio        | 1989 SD3                 | 26 settembre 1989 | E. W. Elst                                             |
| 11279 -              | 1989 TC                  | 1 ottobre 1989    | J. Alu, E. F. Helin                                    |
| 11280 Sakurai        | 1989 TY10                | 9 ottobre 1989    | M. Yanai, K. Watanabe                                  |
| 11281 -              | 1989 UM1                 | 28 ottobre 1989   | Y. Mizuno, T. Furuta                                   |
| 11282 Hanakusa       | 1989 UY2                 | 30 ottobre 1989   | K. Endate, K. Watanabe                                 |
| 11283 -              | 1989 UX4                 | 25 ottobre 1989   | A. Mrkos                                               |
| 11284 Belenus        | 1990 BA                  | 21 gennaio 1990   | A. Maury                                               |
| 11285 -              | 1990 QU3                 | 22 agosto 1990    | H. E. Holt                                             |
| 11286 -              | 1990 RO8                 | 15 settembre 1990 | H. Debehogne                                           |
| 11287 -              | 1990 SX                  | 16 settembre 1990 | H. E. Holt                                             |
| 11288 Okunohosomichi | 1990 XU                  | 10 dicembre 1990  | T. Seki                                                |
| 11289 Frescobaldi    | 1991 PA2                 | 2 agosto 1991     | E. W. Elst                                             |
| 11290 -              | 1991 RA1                 | 10 settembre 1991 | A. Sugie                                               |
| 11291 -              | 1991 RZ10                | 10 settembre 1991 | H. E. Holt                                             |
| 11292 Bunjisuzuki    | 1991 RC28                | 8 settembre 1991  | Spacewatch                                             |
| 11293 -              | 1991 XL                  | 4 dicembre 1991   | S. Ueda, H. Kaneda                                     |
| 11294 Kazu           | 1992 CK                  | 4 febbraio 1992   | T. Seki                                                |
| 11295 Gustaflarsson  | 1992 EU28                | 8 marzo 1992      | UESAC                                                  |
| 11296 Denzen         | 1992 KA                  | 24 maggio 1992    | T. Seki                                                |
| 11297 -              | 1992 PP6                 | 5 agosto 1992     | H. Debehogne, Á. López-G.                              |
| 11298 Gide           | 1992 RE6                 | 2 settembre 1992  | E. W. Elst                                             |
| 11299 Annafreud      | 1992 SA22                | 22 settembre 1992 | E. W. Elst                                             |
| 11300 -              | 1992 WG2                 | 18 novembre 1992  | S. Ueda, H. Kaneda                                     |

## 11301-11400
| Nome                  | Designazione provvisoria | Data di scoperta  | Scopritore                           |
| --------------------- | ------------------------ | ----------------- | ------------------------------------ |
| 11301 -               | 1992 XM                  | 14 dicembre 1992  | S. Otomo                             |
| 11302 Rubicon         | 1993 BM5                 | 27 gennaio 1993   | E. W. Elst                           |
| 11303 -               | 1993 CA1                 | 14 febbraio 1993  | T. Hioki, S. Hayakawa                |
| 11304 Cowra           | 1993 DJ                  | 19 febbraio 1993  | T. Seki                              |
| 11305 Ahlqvist        | 1993 FS6                 | 17 marzo 1993     | UESAC                                |
| 11306 Åkesson         | 1993 FF18                | 17 marzo 1993     | UESAC                                |
| 11307 Erikolsson      | 1993 FA40                | 19 marzo 1993     | UESAC                                |
| 11308 Tofta           | 1993 FF76                | 21 marzo 1993     | UESAC                                |
| 11309 Malus           | 1993 PC7                 | 15 agosto 1993    | E. W. Elst                           |
| 11310 -               | 1993 SB15                | 19 settembre 1993 | H. E. Holt                           |
| 11311 Peleus          | 1993 XN2                 | 10 dicembre 1993  | C. S. Shoemaker, E. M. Shoemaker     |
| 11312 -               | 1994 AR2                 | 14 gennaio 1994   | T. Kobayashi                         |
| 11313 Kügelgen        | 1994 GE10                | 3 aprile 1994     | F. Börngen                           |
| 11314 Charcot         | 1994 NR1                 | 8 luglio 1994     | E. W. Elst                           |
| 11315 Salpêtrière     | 1994 NS1                 | 8 luglio 1994     | E. W. Elst                           |
| 11316 Fuchitatsuo     | 1994 TR3                 | 5 ottobre 1994    | K. Endate, K. Watanabe               |
| 11317 Hitoshi         | 1994 TX12                | 10 ottobre 1994   | Spacewatch                           |
| 11318 -               | 1994 XZ4                 | 4 dicembre 1994   | T. Kobayashi                         |
| 11319 -               | 1995 AZ                  | 6 gennaio 1995    | T. Kobayashi                         |
| 11320 -               | 1995 BY                  | 25 gennaio 1995   | T. Kobayashi                         |
| 11321 Tosimatumoto    | 1995 DE1                 | 21 febbraio 1995  | T. Seki                              |
| 11322 Aquamarine      | 1995 QT                  | 23 agosto 1995    | H. Abe                               |
| 11323 Nasu            | 1995 QC2                 | 21 agosto 1995    | K. Endate, K. Watanabe               |
| 11324 Hayamizu        | 1995 QQ3                 | 30 agosto 1995    | K. Endate, K. Watanabe               |
| 11325 Slavický        | 1995 SG                  | 17 settembre 1995 | L. Šarounová                         |
| 11326 Ladislavschmied | 1995 SL                  | 17 settembre 1995 | L. Šarounová                         |
| 11327 -               | 1995 SL2                 | 17 settembre 1995 | Y. Shimizu, T. Urata                 |
| 11328 Mariotozzi      | 1995 UL                  | 19 ottobre 1995   | V. S. Casulli                        |
| 11329 -               | 1995 WJ2                 | 18 novembre 1995  | T. Kobayashi                         |
| 11330 -               | 1995 WZ6                 | 18 novembre 1995  | Y. Shimizu, T. Urata                 |
| 11331 -               | 1996 FO2                 | 17 marzo 1996     | NEAT                                 |
| 11332 Jameswatt       | 1996 GO20                | 15 aprile 1996    | E. W. Elst                           |
| 11333 Forman          | 1996 HU                  | 20 aprile 1996    | P. Pravec, L. Šarounová              |
| 11334 Rio de Janeiro  | 1996 HM18                | 18 aprile 1996    | E. W. Elst                           |
| 11335 Santiago        | 1996 HW23                | 20 aprile 1996    | E. W. Elst                           |
| 11336 Piranesi        | 1996 NS3                 | 14 luglio 1996    | E. W. Elst                           |
| 11337 Sandro          | 1996 PG1                 | 10 agosto 1996    | M. Tombelli, G. Forti                |
| 11338 Schiele         | 1996 TL9                 | 13 ottobre 1996   | J. Tichá, M. Tichý                   |
| 11339 Orlík           | 1996 VM5                 | 13 novembre 1996  | M. Tichý, Z. Moravec                 |
| 11340 -               | 1996 VN5                 | 14 novembre 1996  | T. Urata                             |
| 11341 Babbage         | 1996 XE2                 | 3 dicembre 1996   | P. G. Comba                          |
| 11342 -               | 1996 XJ19                | 8 dicembre 1996   | T. Kobayashi                         |
| 11343 -               | 1996 XP19                | 8 dicembre 1996   | T. Kobayashi                         |
| 11344 -               | 1996 XH31                | 14 dicembre 1996  | T. Kobayashi                         |
| 11345 -               | 1996 YM                  | 20 dicembre 1996  | T. Kobayashi                         |
| 11346 -               | 1997 AP14                | 10 gennaio 1997   | T. Kobayashi                         |
| 11347 -               | 1997 AG21                | 9 gennaio 1997    | S. Ueda, H. Kaneda                   |
| 11348 Allegra         | 1997 BG9                 | 30 gennaio 1997   | M. Tombelli, U. Munari               |
| 11349 Witten          | 1997 JH16                | 3 maggio 1997     | E. W. Elst                           |
| 11350 Teresa          | 1997 QN4                 | 29 agosto 1997    | Á. López, R. Pacheco                 |
| 11351 Leucus          | 1997 TS25                | 12 ottobre 1997   | Beijing Schmidt CCD Asteroid Program |
| 11352 Koldewey        | 1997 WP22                | 28 novembre 1997  | ODAS                                 |
| 11353 Guillaume       | 1997 XX5                 | 5 dicembre 1997   | ODAS                                 |
| 11354 -               | 1997 XY9                 | 5 dicembre 1997   | T. Kobayashi                         |
| 11355 -               | 1997 XL11                | 15 dicembre 1997  | Beijing Schmidt CCD Asteroid Program |
| 11356 Chuckjones      | 1997 YA                  | 18 dicembre 1997  | F. B. Zoltowski                      |
| 11357 -               | 1997 YX2                 | 21 dicembre 1997  | T. Kobayashi                         |
| 11358 -               | 1997 YY5                 | 25 dicembre 1997  | T. Kobayashi                         |
| 11359 Piteglio        | 1998 BP24                | 27 gennaio 1998   | L. Tesi, V. Cecchini                 |
| 11360 Formigine       | 1998 DL14                | 24 febbraio 1998  | Osservatorio San Vittore             |
| 11361 Orbinskij       | 1998 DD36                | 28 febbraio 1998  | T. Seki                              |
| 11362 -               | 1998 EN9                 | 6 marzo 1998      | T. Kagawa                            |
| 11363 Vives           | 1998 EB12                | 1 marzo 1998      | E. W. Elst                           |
| 11364 Karlštejn       | 1998 FB3                 | 23 marzo 1998     | P. Pravec                            |
| 11365 NASA            | 1998 FK126               | 23 marzo 1998     | J. Broughton                         |
| 11366 -               | 1998 GL9                 | 2 aprile 1998     | LINEAR                               |
| 11367 Rachelseevers   | 1998 HJ115               | 23 aprile 1998    | LINEAR                               |
| 11368 -               | 1998 HN115               | 23 aprile 1998    | LINEAR                               |
| 11369 Brazelton       | 1998 QE33                | 17 agosto 1998    | LINEAR                               |
| 11370 Nabrown         | 1998 QD35                | 17 agosto 1998    | LINEAR                               |
| 11371 Camley          | 1998 QO38                | 17 agosto 1998    | LINEAR                               |
| 11372 Aditisingh      | 1998 QP41                | 17 agosto 1998    | LINEAR                               |
| 11373 Carbonaro       | 1998 QG49                | 17 agosto 1998    | LINEAR                               |
| 11374 Briantaylor     | 1998 QU60                | 23 agosto 1998    | LONEOS                               |
| 11375 -               | 1998 QB74                | 24 agosto 1998    | LINEAR                               |
| 11376 Taizomuta       | 1998 SY5                 | 20 settembre 1998 | Spacewatch                           |
| 11377 Nye             | 1998 SH59                | 17 settembre 1998 | LONEOS                               |
| 11378 Dauria          | 1998 SV60                | 17 settembre 1998 | LONEOS                               |
| 11379 Flaubert        | 1998 SY74                | 21 settembre 1998 | E. W. Elst                           |
| 11380 Amolsingh       | 1998 SK100               | 26 settembre 1998 | LINEAR                               |
| 11381 -               | 1998 SZ115               | 26 settembre 1998 | LINEAR                               |
| 11382 Juliasitu       | 1998 SW127               | 26 settembre 1998 | LINEAR                               |
| 11383 -               | 1998 SD128               | 26 settembre 1998 | LINEAR                               |
| 11384 Sartre          | 1998 SW143               | 18 settembre 1998 | E. W. Elst                           |
| 11385 Beauvoir        | 1998 SP147               | 20 settembre 1998 | E. W. Elst                           |
| 11386 -               | 1998 TA18                | 12 ottobre 1998   | S. Ueda, H. Kaneda                   |
| 11387 -               | 1998 UA37                | 28 ottobre 1998   | LINEAR                               |
| 11388 -               | 1998 VU4                 | 11 novembre 1998  | L. Šarounová                         |
| 11389 -               | 1998 VV5                 | 11 novembre 1998  | T. Kobayashi                         |
| 11390 -               | 1998 VG15                | 10 novembre 1998  | LINEAR                               |
| 11391 -               | 1998 VA35                | 12 novembre 1998  | S. Ueda, H. Kaneda                   |
| 11392 Paulpeeters     | 1998 WC3                 | 19 novembre 1998  | ODAS                                 |
| 11393 -               | 1998 XJ53                | 14 dicembre 1998  | LINEAR                               |
| 11394 -               | 1998 XL77                | 15 dicembre 1998  | LINEAR                               |
| 11395 Iphinous        | 1998 XN77                | 15 dicembre 1998  | LINEAR                               |
| (11396) 1998 XZ77     | 1998 XZ77                | 15 dicembre 1998  | LINEAR                               |
| 11397 Eriopis         | 1998 XX93                | 15 dicembre 1998  | LINEAR                               |
| 11398 -               | 1998 YP11                | 23 dicembre 1998  | LINEAR                               |
| 11399 -               | 1999 AR3                 | 10 gennaio 1999   | T. Kobayashi                         |
| 11400 Raša            | 1999 AT21                | 15 gennaio 1999   | K. Korlević                          |

## 11401-11500
| Nome                   | Designazione provvisoria | Data di scoperta  | Scopritore                                             |
| ---------------------- | ------------------------ | ----------------- | ------------------------------------------------------ |
| 11401 Pierralba        | 1999 AF25                | 15 gennaio 1999   | ODAS                                                   |
| 11402 -                | 1999 BD                  | 16 gennaio 1999   | T. Kobayashi                                           |
| 11403 -                | 1999 BW                  | 16 gennaio 1999   | T. Kagawa                                              |
| 11404 Wittig           | 1999 BX4                 | 19 gennaio 1999   | ODAS                                                   |
| 11405 -                | 1999 CV3                 | 10 febbraio 1999  | LINEAR                                                 |
| 11406 Ucciocontin      | 1999 CY14                | 15 febbraio 1999  | K. Korlević                                            |
| 11407 Madsubramanian   | 1999 CV50                | 10 febbraio 1999  | LINEAR                                                 |
| 11408 Zahradník        | 1999 EG3                 | 13 marzo 1999     | L. Šarounová                                           |
| 11409 Horkheimer       | 1999 FD9                 | 19 marzo 1999     | LONEOS                                                 |
| 11410 -                | 1999 FU34                | 19 marzo 1999     | LINEAR                                                 |
| 11411 -                | 1999 HK1                 | 16 aprile 1999    | LINEAR                                                 |
| 11412 -                | 1999 JE19                | 10 maggio 1999    | LINEAR                                                 |
| 11413 Catanach         | 1999 JG21                | 10 maggio 1999    | LINEAR                                                 |
| 11414 Allanchu         | 1999 JU26                | 10 maggio 1999    | LINEAR                                                 |
| 11415 -                | 1999 JG81                | 14 maggio 1999    | LINEAR                                                 |
| 11416 -                | 1999 JK96                | 12 maggio 1999    | LINEAR                                                 |
| 11417 Chughtai         | 1999 JW117               | 13 maggio 1999    | LINEAR                                                 |
| 11418 Williamwang      | 1999 JN118               | 13 maggio 1999    | LINEAR                                                 |
| 11419 Donjohnson       | 1999 KS2                 | 16 maggio 1999    | Spacewatch                                             |
| 11420 Zoeweiss         | 1999 KR14                | 18 maggio 1999    | LINEAR                                                 |
| 11421 Cardano          | 1999 LW2                 | 10 giugno 1999    | P. G. Comba                                            |
| 11422 Alilienthal      | 1999 LD7                 | 10 giugno 1999    | Spacewatch                                             |
| 11423 Cronin           | 1999 LT24                | 9 giugno 1999     | LINEAR                                                 |
| 11424 -                | 1999 LZ24                | 9 giugno 1999     | LINEAR                                                 |
| 11425 Wearydunlop      | 1999 MF                  | 18 giugno 1999    | J. Broughton                                           |
| 11426 Molster          | 2527 P-L                 | 24 settembre 1960 | C. J. van Houten, I. van Houten-Groeneveld, T. Gehrels |
| 11427 Willemkolff      | 2611 P-L                 | 24 settembre 1960 | C. J. van Houten, I. van Houten-Groeneveld, T. Gehrels |
| 11428 Alcinoös         | 4139 P-L                 | 24 settembre 1960 | C. J. van Houten, I. van Houten-Groeneveld, T. Gehrels |
| 11429 Demodokus        | 4655 P-L                 | 24 settembre 1960 | C. J. van Houten, I. van Houten-Groeneveld, T. Gehrels |
| 11430 Lodewijkberg     | 9560 P-L                 | 17 ottobre 1960   | C. J. van Houten, I. van Houten-Groeneveld, T. Gehrels |
| 11431 Karelbosscha     | 4843 T-1                 | 13 maggio 1971    | C. J. van Houten, I. van Houten-Groeneveld, T. Gehrels |
| 11432 Kerkhoven        | 1052 T-2                 | 29 settembre 1973 | C. J. van Houten, I. van Houten-Groeneveld, T. Gehrels |
| 11433 Gemmafrisius     | 3474 T-3                 | 16 ottobre 1977   | C. J. van Houten, I. van Houten-Groeneveld, T. Gehrels |
| 11434 Lohnert          | 1931 TC2                 | 10 ottobre 1931   | K. Reinmuth                                            |
| 11435 -                | 1931 UB                  | 17 ottobre 1931   | K. Reinmuth                                            |
| 11436 -                | 1969 QR                  | 22 agosto 1969    | L. Kohoutek                                            |
| 11437 Cardalda         | 1971 SB                  | 16 settembre 1971 | J. Gibson, C. U. Cesco                                 |
| 11438 Zeldovich        | 1973 QR1                 | 29 agosto 1973    | T. M. Smirnova                                         |
| 11439 -                | 1974 XW                  | 14 dicembre 1974  | Osservatorio di Purple Mountain                        |
| 11440 Massironi        | 1975 SC2                 | 30 settembre 1975 | S. J. Bus                                              |
| 11441 Anadiego         | 1975 YD                  | 31 dicembre 1975  | M. R. Cesco                                            |
| 11442 Seijin-Sanso     | 1976 UN14                | 22 ottobre 1976   | H. Kosai, K. Hurukawa                                  |
| 11443 Youdale          | 1977 CP                  | 11 febbraio 1977  | E. Bowell                                              |
| 11444 Peshekhonov      | 1978 QA2                 | 31 agosto 1978    | N. S. Chernykh                                         |
| 11445 Fedotov          | 1978 SC7                 | 26 settembre 1978 | L. V. Zhuravleva                                       |
| 11446 Betankur         | 1978 TO8                 | 9 ottobre 1978    | L. V. Zhuravleva                                       |
| 11447 -                | 1978 UL4                 | 27 ottobre 1978   | C. M. Olmstead                                         |
| 11448 Miahajduková     | 1979 MB6                 | 25 giugno 1979    | E. F. Helin, S. J. Bus                                 |
| 11449 Stephwerner      | 1979 QP                  | 22 agosto 1979    | C.-I. Lagerkvist                                       |
| 11450 Shearer          | 1979 QJ1                 | 22 agosto 1979    | C.-I. Lagerkvist                                       |
| 11451 Aarongolden      | 1979 QR1                 | 22 agosto 1979    | C.-I. Lagerkvist                                       |
| 11452 -                | 1980 KE                  | 22 maggio 1980    | H. Debehogne                                           |
| 11453 Cañada-Assandri  | 1981 DS1                 | 28 febbraio 1981  | S. J. Bus                                              |
| 11454 Mariomelita      | 1981 DT2                 | 28 febbraio 1981  | S. J. Bus                                              |
| 11455 Richardstarr     | 1981 EN4                 | 2 marzo 1981      | S. J. Bus                                              |
| 11456 Cotto-Figueroa   | 1981 EK9                 | 1 marzo 1981      | S. J. Bus                                              |
| 11457 Hitomikobayashi  | 1981 EF12                | 1 marzo 1981      | S. J. Bus                                              |
| 11458 Rosemarypike     | 1981 EV12                | 1 marzo 1981      | S. J. Bus                                              |
| 11459 Andráspál        | 1981 ET13                | 1 marzo 1981      | S. J. Bus                                              |
| 11460 Juliafang        | 1981 EZ15                | 1 marzo 1981      | S. J. Bus                                              |
| 11461 Wladimirneumann  | 1981 EM18                | 2 marzo 1981      | S. J. Bus                                              |
| 11462 Hsingwenlin      | 1981 ES23                | 3 marzo 1981      | S. J. Bus                                              |
| 11463 Petrpokorny      | 1981 EN24                | 2 marzo 1981      | S. J. Bus                                              |
| 11464 Moser            | 1981 EL28                | 6 marzo 1981      | S. J. Bus                                              |
| 11465 Fulvio           | 1981 EP30                | 2 marzo 1981      | S. J. Bus                                              |
| 11466 Katharinaotto    | 1981 EL33                | 1 marzo 1981      | S. J. Bus                                              |
| 11467 Simonporter      | 1981 EA36                | 3 marzo 1981      | S. J. Bus                                              |
| 11468 Shantanunaidu    | 1981 EU42                | 2 marzo 1981      | S. J. Bus                                              |
| 11469 Rozitis          | 1981 EZ42                | 2 marzo 1981      | S. J. Bus                                              |
| 11470 Davidminton      | 1981 EE47                | 2 marzo 1981      | S. J. Bus                                              |
| 11471 Toshihirabayashi | 1981 EH48                | 6 marzo 1981      | S. J. Bus                                              |
| 11472 -                | 1981 SE9                 | 24 settembre 1981 | Osservatorio di Perth                                  |
| 11473 Barbaresco       | 1982 SC                  | 22 settembre 1982 | E. Bowell                                              |
| 11474 -                | 1982 SM2                 | 18 settembre 1982 | H. Debehogne                                           |
| 11475 Velinský         | 1982 VL                  | 11 novembre 1982  | Z. Vávrová                                             |
| 11476 Stefanosimoni    | 1984 HH1                 | 23 aprile 1984    | W. Ferreri, V. Zappalà                                 |
| 11477 -                | 1984 SY1                 | 29 settembre 1984 | A. Mrkos                                               |
| 11478 -                | 1985 CD                  | 14 febbraio 1985  | K. Suzuki, T. Urata                                    |
| 11479 -                | 1986 EP5                 | 6 marzo 1986      | G. DeSanctis                                           |
| 11480 Velikij Ustyug   | 1986 RW5                 | 7 settembre 1986  | L. I. Chernykh                                         |
| 11481 Znannya          | 1987 WO1                 | 22 novembre 1987  | E. Bowell                                              |
| 11482 -                | 1988 BW                  | 25 gennaio 1988   | S. Ueda, H. Kaneda                                     |
| 11483 -                | 1988 BC4                 | 19 gennaio 1988   | H. Debehogne                                           |
| 11484 Daudet           | 1988 DF2                 | 17 febbraio 1988  | E. W. Elst                                             |
| 11485 Zinzendorf       | 1988 RW3                 | 8 settembre 1988  | F. Börngen                                             |
| 11486 -                | 1988 RE6                 | 5 settembre 1988  | H. Debehogne                                           |
| 11487 -                | 1988 RG10                | 14 settembre 1988 | S. J. Bus                                              |
| 11488 -                | 1988 RM11                | 14 settembre 1988 | S. J. Bus                                              |
| 11489 -                | 1988 SN                  | 22 settembre 1988 | S. Ueda, H. Kaneda                                     |
| 11490 -                | 1988 TE                  | 3 ottobre 1988    | S. Ueda, H. Kaneda                                     |
| 11491 -                | 1988 VT2                 | 8 novembre 1988   | S. Ueda, H. Kaneda                                     |
| 11492 Shimose          | 1988 VR3                 | 13 novembre 1988  | K. Endate, K. Watanabe                                 |
| 11493 -                | 1988 VN5                 | 4 novembre 1988   | A. Mrkos                                               |
| 11494 Hibiki           | 1988 VM9                 | 2 novembre 1988   | M. Yanai, K. Watanabe                                  |
| 11495 Fukunaga         | 1988 XR                  | 3 dicembre 1988   | K. Endate, K. Watanabe                                 |
| 11496 Grass            | 1989 AG7                 | 10 gennaio 1989   | F. Börngen                                             |
| 11497 -                | 1989 CG1                 | 6 febbraio 1989   | E. F. Helin                                            |
| 11498 Julgeerts        | 1989 GS4                 | 3 aprile 1989     | E. W. Elst                                             |
| 11499 Duras            | 1989 RL                  | 2 settembre 1989  | E. W. Elst                                             |
| 11500 Tomaiyowit       | 1989 UR                  | 28 ottobre 1989   | J. Mueller, J. D. Mendenhall                           |

## 11501-11600
| Nome                   | Designazione provvisoria | Data di scoperta  | Scopritore                     |
| ---------------------- | ------------------------ | ----------------- | ------------------------------ |
| 11501 -                | 1989 UU3                 | 29 ottobre 1989   | Y. Mizuno, T. Furuta           |
| 11502 -                | 1989 WU2                 | 21 novembre 1989  | S. Ueda, H. Kaneda             |
| 11503 -                | 1990 BF                  | 21 gennaio 1990   | Y. Mizuno, T. Furuta           |
| 11504 Kazo             | 1990 BT                  | 21 gennaio 1990   | T. Hioki, S. Hayakawa          |
| 11505 -                | 1990 DW2                 | 24 febbraio 1990  | H. Debehogne                   |
| 11506 Toulouse-Lautrec | 1990 ES1                 | 2 marzo 1990      | E. W. Elst                     |
| 11507 Danpascu         | 1990 OF                  | 20 luglio 1990    | E. F. Helin                    |
| 11508 Stolte           | 1990 TF13                | 12 ottobre 1990   | L. D. Schmadel, F. Börngen     |
| 11509 Thersilochos     | 1990 VL6                 | 15 novembre 1990  | E. W. Elst                     |
| 11510 Borges           | 1990 VV8                 | 11 novembre 1990  | E. W. Elst                     |
| 11511 Billknopf        | 1990 WK2                 | 18 novembre 1990  | E. F. Helin                    |
| 11512 -                | 1991 AB2                 | 11 gennaio 1991   | E. F. Helin                    |
| 11513 -                | 1991 CE1                 | 12 febbraio 1991  | Y. Kushida, O. Muramatsu       |
| 11514 Tsunenaga        | 1991 CO1                 | 13 febbraio 1991  | M. Koishikawa                  |
| 11515 Oshijyo          | 1991 CR1                 | 12 febbraio 1991  | M. Arai, H. Mori               |
| 11516 Arthurpage       | 1991 ED                  | 6 marzo 1991      | T. Seki                        |
| 11517 Esteracuna       | 1991 EA4                 | 12 marzo 1991     | H. Debehogne                   |
| 11518 Jung             | 1991 GB3                 | 8 aprile 1991     | E. W. Elst                     |
| 11519 Adler            | 1991 GZ4                 | 8 aprile 1991     | E. W. Elst                     |
| 11520 Fromm            | 1991 GE8                 | 8 aprile 1991     | E. W. Elst                     |
| 11521 Erikson          | 1991 GE9                 | 10 aprile 1991    | E. W. Elst                     |
| 11522 -                | 1991 JF                  | 3 maggio 1991     | T. Urata                       |
| 11523 -                | 1991 PK1                 | 15 agosto 1991    | E. F. Helin                    |
| 11524 Pleyel           | 1991 PY2                 | 2 agosto 1991     | E. W. Elst                     |
| 11525 -                | 1991 RE25                | 11 settembre 1991 | H. E. Holt                     |
| 11526 -                | 1991 UL3                 | 31 ottobre 1991   | S. Ueda, H. Kaneda             |
| 11527 -                | 1991 VU4                 | 5 novembre 1991   | S. Otomo                       |
| 11528 Mie              | 1991 XH                  | 3 dicembre 1991   | Y. Kushida, O. Muramatsu       |
| 11529 -                | 1992 BJ1                 | 28 gennaio 1992   | S. Ueda, H. Kaneda             |
| 11530 d'Indy           | 1992 CP2                 | 2 febbraio 1992   | E. W. Elst                     |
| 11531 -                | 1992 DL7                 | 29 febbraio 1992  | UESAC                          |
| 11532 Gullin           | 1992 ER4                 | 1 marzo 1992      | UESAC                          |
| 11533 Akebäck          | 1992 EG6                 | 1 marzo 1992      | UESAC                          |
| 11534 -                | 1992 EB16                | 1 marzo 1992      | UESAC                          |
| 11535 -                | 1992 EQ27                | 4 marzo 1992      | UESAC                          |
| 11536 -                | 1992 FZ                  | 26 marzo 1992     | S. Ueda, H. Kaneda             |
| 11537 Guericke         | 1992 HY6                 | 29 aprile 1992    | F. Börngen                     |
| 11538 Brunico          | 1992 OJ8                 | 22 luglio 1992    | H. Debehogne, Á. López-G.      |
| 11539 -                | 1992 PQ2                 | 2 agosto 1992     | H. E. Holt                     |
| 11540 -                | 1992 PV3                 | 5 agosto 1992     | H. E. Holt                     |
| 11541 -                | 1992 SY14                | 28 settembre 1992 | S. Ueda, H. Kaneda             |
| 11542 Solikamsk        | 1992 SU21                | 22 settembre 1992 | E. W. Elst                     |
| 11543 -                | 1992 UN2                 | 25 ottobre 1992   | N. Kawasato                    |
| 11544 -                | 1992 UD3                 | 26 ottobre 1992   | S. Otomo                       |
| 11545 Hashimoto        | 1992 UE4                 | 26 ottobre 1992   | K. Endate, K. Watanabe         |
| 11546 Miyoshimachi     | 1992 UM6                 | 28 ottobre 1992   | M. Yanai, K. Watanabe          |
| 11547 Griesser         | 1992 UP8                 | 31 ottobre 1992   | F. Börngen                     |
| 11548 Jerrylewis       | 1992 WD8                 | 25 novembre 1992  | C. S. Shoemaker, D. H. Levy    |
| 11549 -                | 1992 YY                  | 25 dicembre 1992  | A. Natori, T. Urata            |
| 11550 -                | 1993 BN                  | 20 gennaio 1993   | T. Urata                       |
| 11551 -                | 1993 BR3                 | 21 gennaio 1993   | T. Urata                       |
| 11552 Boucolion        | 1993 BD4                 | 27 gennaio 1993   | E. W. Elst                     |
| 11553 Scheria          | 1993 BD6                 | 27 gennaio 1993   | E. W. Elst                     |
| 11554 Asios            | 1993 BZ12                | 22 gennaio 1993   | E. W. Elst                     |
| 11555 -                | 1993 CR1                 | 15 febbraio 1993  | S. Ueda, H. Kaneda             |
| 11556 -                | 1993 DV                  | 21 febbraio 1993  | S. Ueda, H. Kaneda             |
| 11557 -                | 1993 FO8                 | 17 marzo 1993     | UESAC                          |
| 11558 -                | 1993 FY8                 | 17 marzo 1993     | UESAC                          |
| 11559 -                | 1993 FS23                | 21 marzo 1993     | UESAC                          |
| 11560 -                | 1993 FU24                | 21 marzo 1993     | UESAC                          |
| 11561 -                | 1993 FZ24                | 21 marzo 1993     | UESAC                          |
| 11562 -                | 1993 FU33                | 19 marzo 1993     | UESAC                          |
| 11563 -                | 1993 FO36                | 19 marzo 1993     | UESAC                          |
| 11564 -                | 1993 FU41                | 19 marzo 1993     | UESAC                          |
| 11565 -                | 1993 FD51                | 19 marzo 1993     | UESAC                          |
| 11566 -                | 1993 FU51                | 17 marzo 1993     | UESAC                          |
| 11567 -                | 1993 FF82                | 19 marzo 1993     | UESAC                          |
| 11568 -                | 1993 GL                  | 14 aprile 1993    | S. Otomo                       |
| 11569 Virgilsmith      | 1993 KB2                 | 27 maggio 1993    | C. S. Shoemaker, D. H. Levy    |
| 11570 -                | 1993 LE                  | 14 giugno 1993    | H. E. Holt                     |
| 11571 Daens            | 1993 OR8                 | 20 luglio 1993    | E. W. Elst                     |
| 11572 Schindler        | 1993 RM7                 | 15 settembre 1993 | E. W. Elst                     |
| 11573 Helmholtz        | 1993 SK3                 | 20 settembre 1993 | F. Börngen, L. D. Schmadel     |
| 11574 d'Alviella       | 1994 BP3                 | 16 gennaio 1994   | E. W. Elst                     |
| 11575 Claudio          | 1994 BN4                 | 31 gennaio 1994   | Osservatorio di Farra d'Isonzo |
| 11576 -                | 1994 CL                  | 3 febbraio 1994   | T. Kobayashi                   |
| 11577 Einasto          | 1994 CO17                | 8 febbraio 1994   | E. W. Elst                     |
| 11578 Cimabue          | 1994 EB                  | 4 marzo 1994      | V. S. Casulli                  |
| 11579 Tsujitsuka       | 1994 JN                  | 6 maggio 1994     | K. Endate, K. Watanabe         |
| 11580 Bautzen          | 1994 JG4                 | 3 maggio 1994     | Spacewatch                     |
| 11581 Philipdejager    | 1994 PK9                 | 10 agosto 1994    | E. W. Elst                     |
| 11582 Bleuler          | 1994 PC14                | 10 agosto 1994    | E. W. Elst                     |
| 11583 Breuer           | 1994 PZ28                | 12 agosto 1994    | E. W. Elst                     |
| 11584 Ferenczi         | 1994 PP39                | 10 agosto 1994    | E. W. Elst                     |
| 11585 Orlandelassus    | 1994 RB17                | 3 settembre 1994  | E. W. Elst                     |
| 11586 -                | 1994 UA2                 | 31 ottobre 1994   | S. Ueda, H. Kaneda             |
| 11587 -                | 1994 UH2                 | 31 ottobre 1994   | S. Ueda, H. Kaneda             |
| 11588 Gottfriedkeller  | 1994 UZ12                | 28 ottobre 1994   | F. Börngen                     |
| 11589 -                | 1994 WG                  | 25 novembre 1994  | T. Kobayashi                   |
| 11590 -                | 1994 WH3                 | 28 novembre 1994  | S. Ueda, H. Kaneda             |
| 11591 -                | 1995 FV                  | 28 marzo 1995     | T. Kobayashi                   |
| 11592 Clintkelly       | 1995 FA7                 | 23 marzo 1995     | Spacewatch                     |
| 11593 Uchikawa         | 1995 HK                  | 20 aprile 1995    | K. Endate, K. Watanabe         |
| 11594 -                | 1995 HP                  | 27 aprile 1995    | S. Ueda, H. Kaneda             |
| 11595 Monsummano       | 1995 KN                  | 23 maggio 1995    | A. Boattini, L. Tesi           |
| 11596 Francetic        | 1995 KA1                 | 26 maggio 1995    | T. B. Spahr                    |
| 11597 -                | 1995 KL1                 | 31 maggio 1995    | R. H. McNaught                 |
| 11598 Kubík            | 1995 OJ                  | 22 luglio 1995    | L. Šarounová                   |
| 11599 -                | 1995 QR                  | 16 agosto 1995    | Y. Shimizu, T. Urata           |
| 11600 Cipolla          | 1995 SQ2                 | 26 settembre 1995 | Stroncone                      |

## 11601-11700
| Nome                  | Designazione provvisoria | Data di scoperta  | Scopritore                           |
| --------------------- | ------------------------ | ----------------- | ------------------------------------ |
| 11601 -               | 1995 SE4                 | 28 settembre 1995 | S. P. Laurie                         |
| 11602 Miryang         | 1995 ST54                | 28 settembre 1995 | R. Weber                             |
| 11603 -               | 1995 TF                  | 5 ottobre 1995    | Z. Moravec                           |
| 11604 Novigrad        | 1995 UB1                 | 21 ottobre 1995   | K. Korlević, V. Brcic                |
| 11605 Ranfagni        | 1995 UP6                 | 19 ottobre 1995   | L. Tesi, A. Boattini                 |
| 11606 Almary          | 1995 UU6                 | 19 ottobre 1995   | D. J. Tholen                         |
| 11607 -               | 1995 WX1                 | 16 novembre 1995  | N. Sato, T. Urata                    |
| 11608 -               | 1995 WU4                 | 18 novembre 1995  | Y. Shimizu, T. Urata                 |
| 11609 -               | 1995 XT                  | 12 dicembre 1995  | T. Kobayashi                         |
| 11610 -               | 1995 XJ1                 | 15 dicembre 1995  | T. Kobayashi                         |
| 11611 -               | 1995 YQ                  | 18 dicembre 1995  | NEAT                                 |
| 11612 Obu             | 1995 YZ1                 | 21 dicembre 1995  | A. Nakamura                          |
| 11613 -               | 1995 YN4                 | 23 dicembre 1995  | Y. Shimizu, T. Urata                 |
| 11614 Istropolitana   | 1996 AD2                 | 14 gennaio 1996   | A. Galád, A. Pravda                  |
| 11615 Naoya           | 1996 AE4                 | 13 gennaio 1996   | K. Endate, K. Watanabe               |
| 11616 -               | 1996 BQ2                 | 26 gennaio 1996   | T. Kobayashi                         |
| 11617 -               | 1996 CL2                 | 12 febbraio 1996  | S. Ueda, H. Kaneda                   |
| 11618 -               | 1996 EX1                 | 15 marzo 1996     | NEAT                                 |
| 11619 -               | 1996 GG17                | 13 aprile 1996    | S. Ueda, H. Kaneda                   |
| 11620 Susanagordon    | 1996 OE2                 | 23 luglio 1996    | A. Boattini, A. Di Paola             |
| 11621 Duccio          | 1996 PJ5                 | 15 agosto 1996    | M. Tombelli, G. Forti                |
| 11622 Samuele         | 1996 RD4                 | 9 settembre 1996  | A. Boattini, L. Tesi                 |
| 11623 Kagekatu        | 1996 TC10                | 8 ottobre 1996    | T. Okuni                             |
| 11624 -               | 1996 UF                  | 16 ottobre 1996   | T. Kobayashi                         |
| 11625 Francelinda     | 1996 UL1                 | 20 ottobre 1996   | L. Tesi, G. Cattani                  |
| 11626 Church Stretton | 1996 VW2                 | 8 novembre 1996   | S. P. Laurie                         |
| 11627 -               | 1996 VT4                 | 13 novembre 1996  | T. Kobayashi                         |
| 11628 Katuhikoikeda   | 1996 VB5                 | 13 novembre 1996  | Y. Ikari                             |
| 11629 -               | 1996 VY29                | 7 novembre 1996   | S. Ueda, H. Kaneda                   |
| 11630 -               | 1996 VY38                | 7 novembre 1996   | Beijing Schmidt CCD Asteroid Program |
| 11631 -               | 1996 XV1                 | 2 dicembre 1996   | T. Kobayashi                         |
| 11632 -               | 1996 XB3                 | 3 dicembre 1996   | T. Kobayashi                         |
| 11633 -               | 1996 XG9                 | 2 dicembre 1996   | T. Pauwels                           |
| 11634 -               | 1996 XU30                | 12 dicembre 1996  | Y. Shimizu, T. Urata                 |
| 11635 -               | 1996 XQ32                | 6 dicembre 1996   | S. Ueda, H. Kaneda                   |
| 11636 Pezinok         | 1996 YH1                 | 27 dicembre 1996  | A. Galád, A. Pravda                  |
| 11637 Yangjiachi      | 1996 YJ2                 | 24 dicembre 1996  | Beijing Schmidt CCD Asteroid Program |
| 11638 -               | 1997 AH                  | 2 gennaio 1997    | T. Kobayashi                         |
| 11639 -               | 1997 AO4                 | 6 gennaio 1997    | T. Kobayashi                         |
| 11640 -               | 1997 AT4                 | 6 gennaio 1997    | T. Kobayashi                         |
| 11641 -               | 1997 AP12                | 7 gennaio 1997    | Y. Shimizu, T. Urata                 |
| 11642 -               | 1997 AN21                | 13 gennaio 1997   | Y. Shimizu, T. Urata                 |
| 11643 -               | 1997 AM22                | 8 gennaio 1997    | Beijing Schmidt CCD Asteroid Program |
| 11644 -               | 1997 BR1                 | 29 gennaio 1997   | T. Kobayashi                         |
| 11645 -               | 1997 BY1                 | 29 gennaio 1997   | T. Kobayashi                         |
| 11646 -               | 1997 BZ1                 | 29 gennaio 1997   | T. Kobayashi                         |
| 11647 -               | 1997 BN3                 | 31 gennaio 1997   | T. Kobayashi                         |
| 11648 -               | 1997 BT3                 | 31 gennaio 1997   | T. Kobayashi                         |
| 11649 -               | 1997 BR6                 | 29 gennaio 1997   | Y. Shimizu, T. Urata                 |
| 11650 -               | 1997 CN                  | 1 febbraio 1997   | T. Kobayashi                         |
| 11651 -               | 1997 CY                  | 1 febbraio 1997   | T. Kobayashi                         |
| 11652 Johnbrownlee    | 1997 CK13                | 7 febbraio 1997   | P. Sicoli, F. Manca                  |
| 11653 -               | 1997 CA20                | 12 febbraio 1997  | T. Kobayashi                         |
| 11654 -               | 1997 CD20                | 12 febbraio 1997  | T. Kobayashi                         |
| 11655 -               | 1997 CC29                | 7 febbraio 1997   | Beijing Schmidt CCD Asteroid Program |
| 11656 Lipno           | 1997 EL6                 | 6 marzo 1997      | M. Tichý, Z. Moravec                 |
| 11657 Antonhajduk     | 1997 EN7                 | 5 marzo 1997      | A. Galád, A. Pravda                  |
| 11658 -               | 1997 EQ17                | 1 marzo 1997      | S. Ueda, H. Kaneda                   |
| 11659 -               | 1997 EX41                | 10 marzo 1997     | LINEAR                               |
| 11660 -               | 1997 FL2                 | 31 marzo 1997     | LINEAR                               |
| 11661 -               | 1997 FK4                 | 31 marzo 1997     | LINEAR                               |
| 11662 -               | 1997 GL23                | 6 aprile 1997     | LINEAR                               |
| 11663 -               | 1997 GO24                | 7 aprile 1997     | LINEAR                               |
| 11664 Kashiwagi       | 1997 GX24                | 4 aprile 1997     | K. Endate, K. Watanabe               |
| 11665 Dirichlet       | 1997 GL28                | 14 aprile 1997    | P. G. Comba                          |
| 11666 Bracker         | 1997 MD8                 | 29 giugno 1997    | Spacewatch                           |
| 11667 Testa           | 1997 UB1                 | 19 ottobre 1997   | L. Tesi, A. Boattini                 |
| 11668 Balios          | 1997 VV1                 | 3 novembre 1997   | P. Pravec                            |
| 11669 Pascalscholl    | 1997 XY8                 | 7 dicembre 1997   | ODAS                                 |
| 11670 Fountain        | 1998 AU9                 | 6 gennaio 1998    | M. W. Buie                           |
| 11671 -               | 1998 BG4                 | 21 gennaio 1998   | Y. Shimizu, T. Urata                 |
| 11672 Cuney           | 1998 BC15                | 24 gennaio 1998   | NEAT                                 |
| 11673 Baur            | 1998 BJ19                | 26 gennaio 1998   | Osservatorio di Farra d'Isonzo       |
| 11674 -               | 1998 BN25                | 28 gennaio 1998   | T. Kobayashi                         |
| 11675 Billboyle       | 1998 CP2                 | 15 febbraio 1998  | P. Antonini                          |
| 11676 -               | 1998 CQ2                 | 6 febbraio 1998   | T. Kagawa                            |
| 11677 -               | 1998 DY4                 | 22 febbraio 1998  | NEAT                                 |
| 11678 Brevard         | 1998 DT10                | 25 febbraio 1998  | I. P. Griffin                        |
| 11679 Brucebaker      | 1998 DE11                | 25 febbraio 1998  | NEAT                                 |
| 11680 -               | 1998 DT11                | 24 febbraio 1998  | NEAT                                 |
| 11681 Ortner          | 1998 EP6                 | 1 marzo 1998      | ODAS                                 |
| 11682 Shiwaku         | 1998 EX6                 | 3 marzo 1998      | H. Abe                               |
| 11683 -               | 1998 FO11                | 22 marzo 1998     | Y. Shimizu, T. Urata                 |
| 11684 -               | 1998 FY11                | 24 marzo 1998     | NEAT                                 |
| 11685 Adamcurry       | 1998 FW19                | 20 marzo 1998     | LINEAR                               |
| 11686 Samuelweissman  | 1998 FU36                | 20 marzo 1998     | LINEAR                               |
| 11687 -               | 1998 FM40                | 20 marzo 1998     | LINEAR                               |
| 11688 Amandugan       | 1998 FG53                | 20 marzo 1998     | LINEAR                               |
| 11689 Frankxu         | 1998 FA56                | 20 marzo 1998     | LINEAR                               |
| 11690 Carodulaney     | 1998 FV60                | 20 marzo 1998     | LINEAR                               |
| 11691 Easterwood      | 1998 FO66                | 20 marzo 1998     | LINEAR                               |
| 11692 -               | 1998 FV67                | 20 marzo 1998     | LINEAR                               |
| 11693 Grantelliott    | 1998 FE69                | 20 marzo 1998     | LINEAR                               |
| 11694 Esterhuysen     | 1998 FO70                | 20 marzo 1998     | LINEAR                               |
| 11695 Mattei          | 1998 FA74                | 22 marzo 1998     | LONEOS                               |
| 11696 Capen           | 1998 FD74                | 22 marzo 1998     | LONEOS                               |
| 11697 Estrella        | 1998 FX98                | 31 marzo 1998     | LINEAR                               |
| 11698 Fichtelman      | 1998 FZ102               | 31 marzo 1998     | LINEAR                               |
| 11699 -               | 1998 FL105               | 31 marzo 1998     | LINEAR                               |
| 11700 -               | 1998 FT115               | 31 marzo 1998     | LINEAR                               |

## 11801-11900
| Nome                | Designazione provvisoria | Data di scoperta  | Scopritore                       |
| ------------------- | ------------------------ | ----------------- | -------------------------------- |
| 11801 Frigeri       | 1981 EL5                 | 2 marzo 1981      | S. J. Bus                        |
| 11802 Ivanovski     | 1981 EP12                | 1 marzo 1981      | S. J. Bus                        |
| 11803 Turrini       | 1981 ES12                | 1 marzo 1981      | S. J. Bus                        |
| 11804 Zambon        | 1981 EE13                | 1 marzo 1981      | S. J. Bus                        |
| 11805 Novaković     | 1981 EL13                | 1 marzo 1981      | S. J. Bus                        |
| 11806 Thangjam      | 1981 EF14                | 1 marzo 1981      | S. J. Bus                        |
| 11807 Wannberg      | 1981 EH17                | 1 marzo 1981      | S. J. Bus                        |
| 11808 Platz         | 1981 EM17                | 1 marzo 1981      | S. J. Bus                        |
| 11809 Shinnaka      | 1981 EG18                | 2 marzo 1981      | S. J. Bus                        |
| 11810 Preusker      | 1981 EV18                | 2 marzo 1981      | S. J. Bus                        |
| 11811 Martinrubin - | 1981 EH19                | 2 marzo 1981      | S. J. Bus                        |
| 11812 Dongqiao      | 1981 EL20                | 2 marzo 1981      | S. J. Bus                        |
| 11813 Ingorichter   | 1981 EQ23                | 3 marzo 1981      | S. J. Bus                        |
| 11814 Schwamb       | 1981 EW26                | 2 marzo 1981      | S. J. Bus                        |
| 11815 Viikinkoski   | 1981 EG31                | 2 marzo 1981      | S. J. Bus                        |
| 11816 Vasile        | 1981 EX32                | 1 marzo 1981      | S. J. Bus                        |
| 11817 Oguri         | 1981 EQ34                | 2 marzo 1981      | S. J. Bus                        |
| 11818 Ulamec        | 1981 EK35                | 2 marzo 1981      | S. J. Bus                        |
| 11819 Millarca      | 1981 ER35                | 2 marzo 1981      | S. J. Bus                        |
| 11820 Mikiyasato    | 1981 EP38                | 1 marzo 1981      | S. J. Bus                        |
| 11821 Coleman       | 1981 EG44                | 6 marzo 1981      | S. J. Bus                        |
| 11822 -             | 1981 TK                  | 6 ottobre 1981    | Z. Vávrová                       |
| 11823 Christen      | 1981 VF                  | 2 novembre 1981   | B. A. Skiff                      |
| 11824 Alpaidze      | 1982 SO5                 | 16 settembre 1982 | L. I. Chernykh                   |
| 11825 -             | 1982 UW1                 | 16 ottobre 1982   | A. Mrkos                         |
| 11826 Yurijgromov   | 1982 UR10                | 25 ottobre 1982   | L. V. Zhuravleva                 |
| 11827 Wasyuzan      | 1982 VD5                 | 14 novembre 1982  | H. Kosai, K. Hurukawa            |
| 11828 Vargha        | 1984 DZ                  | 26 febbraio 1984  | H. Debehogne                     |
| 11829 Tuvikene      | 1984 EU1                 | 4 marzo 1984      | H. Debehogne                     |
| 11830 Jessenius     | 1984 JE                  | 2 maggio 1984     | A. Mrkos                         |
| 11831 Chaple        | 1984 SF3                 | 28 settembre 1984 | B. A. Skiff                      |
| 11832 Pustylnik     | 1984 SC6                 | 21 settembre 1984 | H. Debehogne                     |
| 11833 Dixon         | 1985 RW                  | 13 settembre 1985 | Spacewatch                       |
| 11834 -             | 1985 RQ3                 | 7 settembre 1985  | H. Debehogne                     |
| 11835 -             | 1985 RA4                 | 10 settembre 1985 | H. Debehogne                     |
| 11836 Eileen        | 1986 CB                  | 5 febbraio 1986   | C. S. Shoemaker, E. M. Shoemaker |
| 11837 -             | 1986 GD                  | 2 aprile 1986     | P. Jensen                        |
| 11838 -             | 1986 PJ1                 | 1 agosto 1986     | E. F. Helin                      |
| 11839 -             | 1986 QX1                 | 27 agosto 1986    | H. Debehogne                     |
| 11840 -             | 1986 QR2                 | 28 agosto 1986    | H. Debehogne                     |
| 11841 -             | 1986 VW                  | 3 novembre 1986   | A. Mrkos                         |
| 11842 Kap'bos       | 1987 BR1                 | 22 gennaio 1987   | E. W. Elst                       |
| 11843 -             | 1987 DM6                 | 23 febbraio 1987  | H. Debehogne                     |
| 11844 Ostwald       | 1987 QW2                 | 22 agosto 1987    | E. W. Elst                       |
| 11845 -             | 1987 RZ                  | 12 settembre 1987 | H. Debehogne                     |
| 11846 Verminnen     | 1987 SE3                 | 21 settembre 1987 | E. W. Elst                       |
| 11847 Winckelmann   | 1988 BY2                 | 20 gennaio 1988   | F. Börngen                       |
| 11848 Paullouka     | 1988 CW2                 | 11 febbraio 1988  | E. W. Elst                       |
| 11849 Fauvel        | 1988 CF7                 | 15 febbraio 1988  | E. W. Elst                       |
| 11850 -             | 1988 EY1                 | 13 marzo 1988     | P. Jensen                        |
| 11851 -             | 1988 PD1                 | 14 agosto 1988    | Osservatorio di Monte Palomar    |
| 11852 Shoumen       | 1988 RD                  | 10 settembre 1988 | V. G. Shkodrov, V. G. Ivanova    |
| 11853 Runge         | 1988 RV1                 | 7 settembre 1988  | F. Börngen                       |
| 11854 Ludwigrichter | 1988 RM3                 | 8 settembre 1988  | F. Börngen                       |
| 11855 Preller       | 1988 RS3                 | 8 settembre 1988  | F. Börngen                       |
| 11856 Nicolabonev   | 1988 RM8                 | 11 settembre 1988 | V. G. Shkodrov                   |
| 11857 -             | 1988 RK9                 | 1 settembre 1988  | H. Debehogne                     |
| 11858 Devinpoland   | 1988 RC11                | 14 settembre 1988 | S. J. Bus                        |
| 11859 Danngarcia    | 1988 SN1                 | 16 settembre 1988 | S. J. Bus                        |
| 11860 Uedasatoshi   | 1988 UP                  | 16 ottobre 1988   | K. Endate, K. Watanabe           |
| 11861 Teruhime      | 1988 VY2                 | 10 novembre 1988  | T. Kojima                        |
| 11862 -             | 1988 XB2                 | 7 dicembre 1988   | Y. Oshima                        |
| 11863 -             | 1989 EX                  | 8 marzo 1989      | T. Hioki, N. Kawasato            |
| 11864 -             | 1989 NH1                 | 10 luglio 1989    | K. W. Zeigler                    |
| 11865 -             | 1989 SC                  | 23 settembre 1989 | Y. Mizuno, T. Furuta             |
| 11866 -             | 1989 SL12                | 30 settembre 1989 | H. Debehogne                     |
| 11867 -             | 1989 TW                  | 4 ottobre 1989    | K. Suzuki, T. Furuta             |
| 11868 Kleinrichert  | 1989 TY                  | 2 ottobre 1989    | R. P. Binzel                     |
| 11869 -             | 1989 TS2                 | 3 ottobre 1989    | S. J. Bus                        |
| 11870 Sverige       | 1989 TC3                 | 7 ottobre 1989    | E. W. Elst                       |
| 11871 Norge         | 1989 TP7                 | 7 ottobre 1989    | E. W. Elst                       |
| 11872 -             | 1989 WR                  | 20 novembre 1989  | S. Ueda, H. Kaneda               |
| 11873 Kokuseibi     | 1989 WS2                 | 30 novembre 1989  | M. Matsuyama, K. Watanabe        |
| 11874 Gringauz      | 1989 XD1                 | 2 dicembre 1989   | E. W. Elst                       |
| 11875 Rhône         | 1989 YG5                 | 28 dicembre 1989  | E. W. Elst                       |
| 11876 Doncarpenter  | 1990 EM1                 | 2 marzo 1990      | E. W. Elst                       |
| 11877 -             | 1990 EL8                 | 5 marzo 1990      | H. Debehogne                     |
| 11878 Hanamiyama    | 1990 HJ                  | 18 aprile 1990    | T. Seki                          |
| 11879 -             | 1990 QR1                 | 22 agosto 1990    | H. E. Holt                       |
| 11880 -             | 1990 QQ4                 | 24 agosto 1990    | H. E. Holt                       |
| 11881 Mirstation    | 1990 QO6                 | 20 agosto 1990    | E. W. Elst                       |
| 11882 -             | 1990 RA3                 | 14 settembre 1990 | H. E. Holt                       |
| 11883 -             | 1990 RD5                 | 15 settembre 1990 | H. E. Holt                       |
| 11884 -             | 1990 RD6                 | 8 settembre 1990  | H. Debehogne                     |
| 11885 Summanus      | 1990 SS                  | 25 settembre 1990 | Spacewatch                       |
| 11886 Kraske        | 1990 TT10                | 10 ottobre 1990   | L. D. Schmadel, F. Börngen       |
| 11887 Echemmon      | 1990 TV12                | 14 ottobre 1990   | F. Börngen, L. D. Schmadel       |
| 11888 -             | 1990 UD3                 | 19 ottobre 1990   | A. Sugie                         |
| 11889 -             | 1991 AH2                 | 7 gennaio 1991    | R. H. McNaught                   |
| 11890 -             | 1991 FF                  | 18 marzo 1991     | R. H. McNaught                   |
| 11891 -             | 1991 FJ2                 | 20 marzo 1991     | H. Debehogne                     |
| 11892 -             | 1991 FT2                 | 20 marzo 1991     | H. Debehogne                     |
| 11893 -             | 1991 FZ2                 | 20 marzo 1991     | H. Debehogne                     |
| 11894 -             | 1991 GW                  | 3 aprile 1991     | N. Kawasato                      |
| 11895 Dehant        | 1991 GU3                 | 8 aprile 1991     | E. W. Elst                       |
| 11896 Camelbeeck    | 1991 GP6                 | 8 aprile 1991     | E. W. Elst                       |
| 11897 Lemaire       | 1991 GC7                 | 8 aprile 1991     | E. W. Elst                       |
| 11898 Dedeyn        | 1991 GM9                 | 10 aprile 1991    | E. W. Elst                       |
| 11899 Weill         | 1991 GJ10                | 9 aprile 1991     | F. Börngen                       |
| 11900 Spinoy        | 1991 LV2                 | 6 giugno 1991     | E. W. Elst                       |

## 11901-12000
| Nome                 | Designazione provvisoria | Data di scoperta  | Scopritore                           |
| -------------------- | ------------------------ | ----------------- | ------------------------------------ |
| 11901 -              | 1991 PV11                | 7 agosto 1991     | H. E. Holt                           |
| 11902 -              | 1991 PZ12                | 5 agosto 1991     | H. E. Holt                           |
| 11903 -              | 1991 RD7                 | 2 settembre 1991  | R. H. McNaught                       |
| 11904 -              | 1991 TR1                 | 13 ottobre 1991   | K. J. Lawrence                       |
| 11905 Giacometti     | 1991 VL6                 | 6 novembre 1991   | E. W. Elst                           |
| 11906 -              | 1992 AE1                 | 10 gennaio 1992   | T. Hioki, S. Hayakawa                |
| 11907 Näränen        | 1992 ER8                 | 2 marzo 1992      | UESAC                                |
| 11908 Nicaragua      | 1992 GC5                 | 4 aprile 1992     | E. W. Elst                           |
| 11909 -              | 1992 HD5                 | 25 aprile 1992    | H. Debehogne                         |
| 11910 -              | 1992 KJ                  | 28 maggio 1992    | S. Otomo                             |
| 11911 Angel          | 1992 LF                  | 4 giugno 1992     | C. S. Shoemaker, D. H. Levy          |
| 11912 Piedade        | 1992 OP5                 | 30 luglio 1992    | E. W. Elst                           |
| 11913 Svarna         | 1992 RD3                 | 2 settembre 1992  | E. W. Elst                           |
| 11914 Sinachopoulos  | 1992 RZ3                 | 2 settembre 1992  | E. W. Elst                           |
| 11915 Nishiinoue     | 1992 SJ1                 | 23 settembre 1992 | K. Endate, K. Watanabe               |
| 11916 Wiesloch       | 1992 ST17                | 24 settembre 1992 | L. D. Schmadel, F. Börngen           |
| 11917 -              | 1992 UX                  | 21 ottobre 1992   | T. Urata                             |
| 11918 -              | 1992 UY                  | 21 ottobre 1992   | T. Urata                             |
| 11919 -              | 1992 UD2                 | 25 ottobre 1992   | A. Natori, T. Urata                  |
| 11920 -              | 1992 UY2                 | 25 ottobre 1992   | N. Kawasato                          |
| 11921 Mitamasahiro   | 1992 UN3                 | 26 ottobre 1992   | K. Endate, K. Watanabe               |
| 11922 -              | 1992 UT3                 | 27 ottobre 1992   | T. Urata                             |
| 11923 -              | 1992 WX                  | 17 novembre 1992  | A. Sugie                             |
| 11924 -              | 1992 WS3                 | 17 novembre 1992  | Y. Mizuno, T. Furuta                 |
| 11925 Usubae         | 1992 YA1                 | 23 dicembre 1992  | T. Seki                              |
| 11926 Orinoco        | 1992 YM2                 | 18 dicembre 1992  | E. W. Elst                           |
| 11927 Mount Kent     | 1993 BA                  | 16 gennaio 1993   | T. Seki                              |
| 11928 Akimotohiro    | 1993 BT2                 | 23 gennaio 1993   | K. Endate, K. Watanabe               |
| 11929 Uchino         | 1993 BG3                 | 23 gennaio 1993   | K. Endate, K. Watanabe               |
| 11930 Osamu          | 1993 CJ1                 | 15 febbraio 1993  | T. Hioki, S. Hayakawa                |
| 11931 -              | 1993 DD2                 | 22 febbraio 1993  | T. Urata                             |
| 11932 -              | 1993 EP                  | 13 marzo 1993     | H. Shiozawa, T. Urata                |
| 11933 Himuka         | 1993 ES                  | 15 marzo 1993     | K. Endate, K. Watanabe               |
| 11934 Lundgren       | 1993 FL4                 | 17 marzo 1993     | UESAC                                |
| 11935 Olakarlsson    | 1993 FB8                 | 17 marzo 1993     | UESAC                                |
| 11936 Tremolizzo     | 1993 FX9                 | 17 marzo 1993     | UESAC                                |
| 11937 -              | 1993 FF16                | 17 marzo 1993     | UESAC                                |
| 11938 -              | 1993 FZ26                | 21 marzo 1993     | UESAC                                |
| 11939 -              | 1993 FH36                | 19 marzo 1993     | UESAC                                |
| 11940 -              | 1993 GR                  | 15 aprile 1993    | S. Ueda, H. Kaneda                   |
| 11941 Archinal       | 1993 KT1                 | 23 maggio 1993    | C. S. Shoemaker, D. H. Levy          |
| 11942 Guettard       | 1993 NV                  | 12 luglio 1993    | E. W. Elst                           |
| 11943 Davidhartley   | 1993 OF9                 | 20 luglio 1993    | E. W. Elst                           |
| 11944 Shaftesbury    | 1993 OK9                 | 20 luglio 1993    | E. W. Elst                           |
| 11945 Amsterdam      | 1993 PC5                 | 15 agosto 1993    | E. W. Elst                           |
| 11946 Bayle          | 1993 PB7                 | 15 agosto 1993    | E. W. Elst                           |
| 11947 Kimclijsters   | 1993 PK7                 | 15 agosto 1993    | E. W. Elst                           |
| 11948 Justinehénin   | 1993 QQ4                 | 18 agosto 1993    | E. W. Elst                           |
| 11949 Kagayayutaka   | 1993 SD2                 | 19 settembre 1993 | K. Endate, K. Watanabe               |
| 11950 Morellet       | 1993 SG5                 | 19 settembre 1993 | E. W. Elst                           |
| 11951 -              | 1994 AJ3                 | 12 gennaio 1994   | Osservatorio di Farra d'Isonzo       |
| 11952 -              | 1994 AM3                 | 8 gennaio 1994    | H. Shiozawa, T. Urata                |
| 11953 -              | 1994 BW                  | 19 gennaio 1994   | T. Kobayashi                         |
| 11954 -              | 1994 BY                  | 22 gennaio 1994   | H. Shiozawa, T. Urata                |
| 11955 Russrobb       | 1994 CA1                 | 8 febbraio 1994   | D. D. Balam                          |
| 11956 Tamarakate     | 1994 CL14                | 8 febbraio 1994   | E. W. Elst                           |
| 11957 -              | 1994 DS                  | 17 febbraio 1994  | T. Kobayashi                         |
| 11958 Galiani        | 1994 EJ7                 | 9 marzo 1994      | E. W. Elst                           |
| 11959 Okunokeno      | 1994 GG1                 | 13 aprile 1994    | K. Endate, K. Watanabe               |
| 11960 -              | 1994 HA                  | 17 aprile 1994    | T. Kobayashi                         |
| 11961 -              | 1994 PO                  | 3 agosto 1994     | Y. Shimizu, T. Urata                 |
| 11962 -              | 1994 PX                  | 14 agosto 1994    | T. Kobayashi                         |
| 11963 Ignace         | 1994 PO16                | 10 agosto 1994    | E. W. Elst                           |
| 11964 Prigogine      | 1994 PY17                | 10 agosto 1994    | E. W. Elst                           |
| 11965 Catullus       | 1994 PF20                | 12 agosto 1994    | E. W. Elst                           |
| 11966 Plateau        | 1994 PJ20                | 12 agosto 1994    | E. W. Elst                           |
| 11967 Boyle          | 1994 PW20                | 12 agosto 1994    | E. W. Elst                           |
| 11968 Demariotte     | 1994 PR27                | 12 agosto 1994    | E. W. Elst                           |
| 11969 Gay-Lussac     | 1994 PC37                | 10 agosto 1994    | E. W. Elst                           |
| 11970 Palitzsch      | 1994 TD                  | 4 ottobre 1994    | P. Sicoli, P. Ghezzi                 |
| 11971 -              | 1994 UJ2                 | 31 ottobre 1994   | S. Ueda, H. Kaneda                   |
| 11972 -              | 1994 VK                  | 1 novembre 1994   | T. Kobayashi                         |
| 11973 -              | 1994 VN                  | 1 novembre 1994   | T. Kobayashi                         |
| 11974 Yasuhidefujita | 1994 YF                  | 24 dicembre 1994  | T. Kobayashi                         |
| 11975 -              | 1995 FA1                 | 31 marzo 1995     | S. Mottola, E. Koldewey              |
| 11976 Josephthurn    | 1995 JG                  | 5 maggio 1995     | Osservatorio di Farra d'Isonzo       |
| 11977 Leonrisoldi    | 1995 OA                  | 19 luglio 1995    | Stroncone                            |
| 11978 Makotomasako   | 1995 SS4                 | 20 settembre 1995 | K. Endate, K. Watanabe               |
| 11979 -              | 1995 SS5                 | 25 settembre 1995 | Beijing Schmidt CCD Asteroid Program |
| 11980 Ellis          | 1995 SP8                 | 17 settembre 1995 | Spacewatch                           |
| 11981 Boncompagni    | 1995 UY1                 | 20 ottobre 1995   | Osservatorio San Vittore             |
| 11982 -              | 1995 UF6                 | 25 ottobre 1995   | Y. Shimizu, T. Urata                 |
| 11983 -              | 1995 UH6                 | 27 ottobre 1995   | T. Kobayashi                         |
| 11984 Manet          | 1995 UK45                | 20 ottobre 1995   | E. W. Elst                           |
| 11985 -              | 1995 VG                  | 1 novembre 1995   | T. Kobayashi                         |
| 11986 -              | 1995 VP                  | 3 novembre 1995   | T. Kobayashi                         |
| 11987 Yonematsu      | 1995 VU1                 | 15 novembre 1995  | K. Endate, K. Watanabe               |
| 11988 -              | 1995 WB                  | 16 novembre 1995  | T. Kobayashi                         |
| 11989 -              | 1995 WN5                 | 24 novembre 1995  | T. Kobayashi                         |
| 11990 -              | 1995 WM6                 | 21 novembre 1995  | S. Ueda, H. Kaneda                   |
| 11991 -              | 1995 WK7                 | 27 novembre 1995  | T. Kobayashi                         |
| 11992 -              | 1995 XH                  | 2 dicembre 1995   | T. Kobayashi                         |
| 11993 -              | 1995 XX                  | 8 dicembre 1995   | NEAT                                 |
| 11994 -              | 1995 YP                  | 19 dicembre 1995  | T. Kobayashi                         |
| 11995 -              | 1995 YB1                 | 21 dicembre 1995  | T. Kobayashi                         |
| 11996 -              | 1995 YC1                 | 21 dicembre 1995  | T. Kobayashi                         |
| 11997 Fassel         | 1995 YU9                 | 18 dicembre 1995  | Spacewatch                           |
| 11998 Fermilab       | 1996 AG7                 | 12 gennaio 1996   | Spacewatch                           |
| 11999 -              | 1996 BV1                 | 23 gennaio 1996   | T. Kobayashi                         |
| 12000 -              | 1996 CK2                 | 12 febbraio 1996  | S. Ueda, H. Kaneda                   |